# Juan Silva Cerón
Juan Ignacio Silva Cerón (Montevideo, 15 gennaio 1981) è un ex calciatore uruguaiano, di ruolo centrocampista.